# Jan Timman
Jan Timman (Amsterdam, 14 de desembre de 1951) és un jugador d'escacs neerlandès, Gran Mestre des de 1974, que fou un dels millors jugadors mundials en el període entre les darreries dels 1970 i començaments dels 1990. En el millor moment de la seva carrera fou considerat per molts el millor jugador no-soviètic, i era anomenat informalment "The Best of the West" (el millor d'occident, en un joc de paraules en anglès). Ha guanyat el Campionat d'escacs dels Països Baixos en nou ocasions, i ha estat Candidat al Campionat del món diverses vegades, i va jugar i pedre el matx pel títol mundial de la FIDE de 1993 contra Anatoly Karpov.
A la llista d'Elo de la FIDE del desembre de 2014, hi tenia un Elo de 2592 punts, cosa que en feia el jugador número 9 (en actiu) dels Països Baixos. El seu màxim Elo va ser de 2680 punts, a la llista de gener de 1990 (quan es trobava al top-5 al rànquing mundial).

## Resultats destacats en competició
El 1969 guanyà el torneig obert del Festival d'escacs de Biel, a Suïssa.